# Zbigniew Murzyn

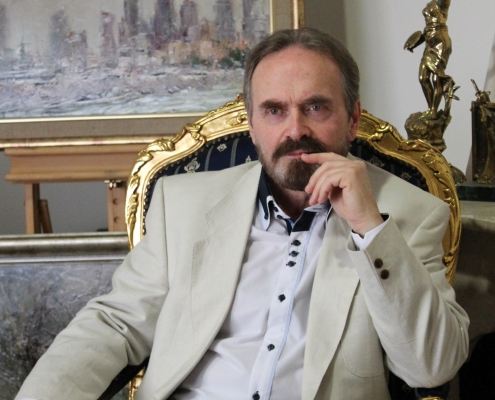
Zbigniew Murzyn (2014)

Zbigniew Murzyn (ur. 8 listopada 1953 w Lęborku) – polski artysta malarz, pedagog, fotograf.

## Życiorys
W 1978 roku uzyskał dyplom na Wyższej Szkole Pedagogicznej w Słupsku. Przez kilka lat pracował w placówkach oświatowo-wychowawczych jako pedagog. W latach osiemdziesiątych prowadził zakład fotograficzny. W roku 1997 całkowicie zamienia malowanie światłem na malarstwo sztalugowe olejne. Przyjęty do Związku Polskich Artystów Plastyków przez komisję w Toruniu na podstawie prac.
W 2006 roku otworzył jedyną w Koszalinie autorską galerię malarstwa.
Razem z artystką malarką Arletą Eiben założył grupę artystyczną Nowy Wiek propagującą powrót do piękna w sztuce. W 2017 roku podczas drugiego pobytu w Korei Południowej na World Cultural Art Sympozjum został przyjęty do elitarnej grupy artystów – World Masters Committee.
Jego prace-szkice do obrazu Adama Chmielowskiego „Ecce Homo” i portret aktorki Heleny Modrzejewskiej znalazły się w filmie o św. Bracie Albercie - „Nędzarz i madame”.

## O twórczości
Profesor Andrzej Januszajtis napisał: „Zbigniew Murzyn maluje to co go zachwyca i umie ten zachwyt przekazać oglądającym. Temat - budynki, drzewa, krajobrazy, ludzi - zawsze traktuje z sympatią, nigdy nie próbuje modnego dzisiaj epatowania brzydotą, agresywnymi formami, czy zgrzytami kolorystycznymi. Przy całej tradycyjnej metodzie twórczej jego obrazy są dalekie od nudy, wyrażają pasję Autora w tropieniu i przedstawianiu piękna”.
Profesor Wiktor Zin napisał: „Artysta nie uprawia barwnej malowanej fotografii. Przy swym kolorystycznym wyczuleniu stara się czytelnymi środkami uzyskać nastrój. Dokonuje świadomych abrewiacji, by uzyskać efekt syntezy”.
Profesor Marek Kwiatkowski napisał: „...do tych niemodnych czyli niezależnych, szlachetnych duchów należy Zbigniew Murzyn, malarz wierny sobie od początku do teraz. Maluje dużo bo trzeba utrwalać piękno istniejące dookoła w postaci architektury, drzew i nieba nad nimi. Wybiera motywy z rozwagą, porządkuje ich kompozycje celnie! Kolorystyka stonowana. Farba kładziona z zachowaniem czystości, potęgującej świetlistość i powietrzność”.

## Motto
Mottem artysty jest „Przez Piękno do Dobra”.

## Wystawy
- 1997 – Galeria Ratusz, Koszalin[3]
- 2000 – Galeria Glaza Expo Design, Gdańsk
- 2002 – Pałac Pod Blachą, Warszawa
- 2003 – Galeria Chopin, Berlin
- 2008 – Galeria Dom Polski, Budapeszt
- 2008 – Maroondah Art Gallery, Melbourne
- 2011 – Wernisaż w Dworku Wojciecha Siemiona, Petrykozy
- 2013 – Reamian Samsung Gallery, Seul
- 2013 – Gukje Art Museum, Daegu